# Zizia trifoliata
Zizia trifoliata là một loài thực vật có hoa trong họ Hoa tán. Loài này được (Michx.) Fernald miêu tả khoa học đầu tiên năm 1940.